# Gitona
Gitona is een vliegengeslacht uit de familie van de Fruitvliegen (Drosophilidae).

## Soorten
- G. americana Patterson, 1943
- G. beckeri Duda, 1924
- G. bivisualis Patterson, 1943
- G. canariensis Duda, 1934
- G. distans Bezzi, 1924
- G. distigma Meigen, 1830
- G. sonoita Wheeler, 1949